# Жадрицы
Жадрицы — деревня в Новоржевском районе Псковской области России. Входит в состав Новоржевской волости.
Расположена в 17 км к юго-западу от города Новоржев.

## Население
| 2001 | 2002 | 2010 |
| ---- | ---- | ---- |
| 286  | ↘272 | ↘232 |

Численность населения деревни на начало 2001 года составляла 286 жителей.

## История
С 1995 до 2015 года деревня была административным центром ныне упразднённой Жадрицкой волости.